# Jong Myong-chol
Jong Myong-chol (* 11. März 1978) ist ein nordkoreanischer Marathonläufer.
2003 siegte er beim Pjöngjang-Marathon und wurde Siebter beim Halbmarathon der Universiade in Daegu. Im Jahr darauf wurde er Dritter in Pjöngjang und kam beim Marathon der Olympischen Spiele in Athen auf den 35. Platz.
2005 stellte er als Dritter in Pjöngjang mit 2:14:58 h seine persönliche Bestzeit auf.